# Chiesa della Beata Vergine delle Grazie (Sabbionera)
La chiesa della Beata Vergine delle Grazie, a volte indicata come santuario, si trova a Sabbionera, località posta nella periferia di Latisana, in provincia ed arcidiocesi di Udine; fa parte della forania della Bassa Friulana.

## Storia
Sembra che questa chiesa sorse verso la metà del XVI secolo, per iniziativa di alcuni abitanti del luogo, devoti di San Gottardo, e di vari battellanti del fiume e le limitrofe popolazioni rivierasche, che resero la chiesetta un importante santuario e donandovi molti ex-voto. Inoltre, la sua storia è legata a quella dell'attiguo cenobio francescano del sec. XVII ora distrutto.
Il culto mariano in questa chiesa, inizialmente denominata Madonna della Sabbionera e solamente dall'inizio dell'Ottocento con il nome attuale di chiesa della Beata Vergine delle Grazie, divenne popolare sia fra i latisanesi che fra gli abitanti dei paesi vicini e i battellanti del fiume, che ne impetravano i favori celesti e addobbavano la chiesa con i loro ex-voto.
Per oltre un secolo la sua storia è stata legata a quella dell'attiguo cenobio dei frati minori francescani, fondato nel 1638 (occasione in cui la chiesetta venne ampliata) per volontà di fra Vincenzo Mocenigo, un membro dell'eminente casato veneziano, e soppresso dalla Serenissima nel 1769. Oggi la chiesa è l'unico ricordo rimasto dell'antico cenobio. Il suo passato è testimoniato dalla combinazione dello stemma francescano (il braccio nudo di Cristo simbolicamente incrociato col braccio vestito da san Francesco) con quello dei Mocenigo, esposta sopra l'architrave del portale.
La chiesa fu rinnovata intorno al 1980.

## Interno
L'interno è a cella rettangolare semplice ed include tre altari lignei. Sopra il settecentesco altare maggiore, realizzato dall'intarsiatore ("marangone") latisanese Antonio Mozzon (1751), è collocata la Madonna col Bambino, effigie lignea dello scultore locale Giovanni Costantini (1914), che ha sostituito l'antico, deteriorato simulacro. Ai suoi lati campeggiano due affreschi parietali di soggetto mariano eseguiti del friulano Marco Antonini (inizio Novecento). È inoltre presente una pala raffigurante la Vergine, contornata da una schiera di angeli e sovrastante le figure si San Luigi IX re di Francia e Santa Chiara, attribuita all'udinese Eugenio Pini (1600-1654). Notevoli sono la scultura lignea settecentesca del Cristo processionale e l'organo ottocentesco del maestro friulano Valentino Zanin. La nicchia lapidea sopra il portale ospita una suggestiva Vergine in trono col Bambino dello scultore latisanese Francesco Ellero (1930). Infine, vanno ricordate le due statue lignee di un anonimo maestro friulano del Seicento raffiguranti San Gottardo vescovo e San Floriano martire, tradizionalmente invocati contro le malattie e le calamità naturali, che però attualmente, per motivi di sicurezza, sono custodite presso la casa canonica). Recente è l'apertura laterale della chiesa con avancorpo porticato.